# Municipio de Santiago Sacatepéquez
Municipio de Santiago Sacatepéquez är en kommun i Guatemala.   Den ligger i departementet Departamento de Sacatepéquez, i den centrala delen av landet, 18 km väster om huvudstaden Guatemala City.